# سنت‌بالاژ
سِنت‌بالاژ (به مجاری:  Szentbalázs) یک منطقهٔ مسکونی در مجارستان است که در ناحیه کاپوشوار واقع شده‌است. سنت‌بالاژ ۱۲٫۱۴ کیلومتر مربع مساحت و ۲۹۴ نفر جمعیت دارد.